# Имперское правительство (1919—1945)
Имперское правительство (Reichsregierung) — орган исполнительной власти в Германии в 1919-1945 гг.

## История
Создано на основании Конституции 1919 года. После капитуляции Германии в 1945 году последний состав Имперского правительства был арестован, а после принятия Основного закона 1949 года его функции переходят к Федеральному Правительству, а в восточных землях — к Правительству Республики.

## Состав
Имперское правительство состояло из имперского канцлера и 10 имперских министров, а именно:
- Имперского министра иностранных дел;
- Имперского министра внутренних дел;
- Имперского министра юстиции;
- Имперского министра финансов;
- Имперского министра экономики;
- Имперского министра продовольствия и сельского хозяйства;
- Имперского министра труда;
- Имперского министра рейхсвера;
- Имперского министра транспорта;
- Имперского министра почт.

## Формирование
Имперское правительство назначалось Имперским президентом и преступало к деятельности только после выражения ему доверия со стороны Рейхстага.

## Деятельность
Имперское правительство принимало постановления (Beschlüsse) большинством голосов, при равенстве которых решающим является голос имперского канцлера, заседания велись рейхсканцлером, его регламент принимался им же самим и утверждался Имперским президентом. 

## Политическая ответственность
Как имперское правительство в целом, так и имперские министры в отдельности несли политическую ответственность перед Рейхстагом. Выражение недоверие Рейхстага имперскому министру влекла за собой отставку имперского министра, выражение недоверия Рейхстага Имперскому правительству - отставку Имперского правительства.